# Leah Nugent
Leah Nugent (* 23. November 1992 in Abington) ist eine jamaikanische Hürdenläuferin US-amerikanischer Herkunft, die sich auf die 400-Meter-Distanz spezialisiert und seit 2016 für Jamaika startberechtigt ist.

## Sportliche Laufbahn
Leah Nugent wuchs in den Vereinigten Staaten auf und absolvierte dort ein Studium an der University of Kentucky in Lexington und entschied anschließend, international für Jamaika an den Start zu gehen. Sie qualifizierte sich auf Anhieb für die Olympischen Sommerspiele in Rio de Janeiro und klassierte sich dort mit 54,45 s im Finale auf dem sechsten Platz. Im Jahr darauf gelangte sie bei den Weltmeisterschaften in London bis ins Halbfinale und schied dort mit 56,19 s aus. 2018 belegte sie bei den NACAC-Meisterschaften in Toronto in 55,74 s den siebten Platz und 2021 qualifizierte sie sich erneut für die Olympischen Sommerspiele in Tokio, wurde dort aber bereits in der ersten Runde disqualifiziert.

## Persönliche Bestzeiten
- 400 Meter: 53,47 s, 13. April 2018 in Knoxville
  - 400 Meter (Halle): 53,09 s, 5. Februar 2016 in Blacksburg
- 300 m Hürden: 39,81 s, 25. Juli 2020 in Marietta (jamaikanische Bestleistung)
- 400 m Hürden: 54,45 s, 18. August 2016 in Rio de Janeiro